# Stenaelurillus judithbleisterae
Espèce
Stenaelurillus judithbleisterae est une espèce d'araignées aranéomorphes de la famille des Salticidae.

## Distribution
Cette espèce est endémique du Tamil Nadu en Inde,. Elle se rencontre dans le district de Coimbatore.

## Description
Le mâle holotype mesure 4,32 mm et la femelle paratype 6,74 mm.

## Systématique et taxinomie
Cette espèce a été décrite par Kadam, Tripathi et Kuni en 2024.

## Étymologie
Cette espèce est nommée en l'honneur de Judith Bleister.

## Publication originale
- Tripathi, Kuni, Kadam, Kumaran & Sudhikumar, 2024 : « Four new species and five new distribution records of the jumping spider genus Stenaelurillus Simon, 1886 (Salticidae: Aelurillines) from India. » European Journal of Taxonomy, vol. 930, p. 124-156 (texte intégral).